# ドイツ鉄道424形電車
ドイツ鉄道424形電車（DBAG Baureihe 424）は、ドイツ鉄道のSバーン用交流電車である。1999年から2000年にかけて4両編成40本が製造され、ハノーファーで2000年開催のハノーヴァー万国博覧会を機に開業したハノーファーSバーン向けに投入された。
基本的には423形を踏襲した4両連接車であるが、扉は片側2扉であり、高さ760mmの低床ホームへの対応で床面高さが798mmと低い点が異なっている。
車両形式は両端の先頭車に424形、中間の2両に434形が付与された。車両番号は第1編成の場合で見ると、1両目から、424 001 - 434 001 - 434 501 - 424 501となる。3両目と4両目には500が加算される。